# アルネ・オーマン
アルネ・オーマン (Per Arne Åhman、1925年2月4日 - 2022年7月5日)は、スウェーデン男子の元陸上競技選手。
1948年ロンドンオリンピックの三段跳に出場。この大会の跳躍順はアルファベット表記が早い順からジャンプすることとなっており、オーマンは英語で「Aaman」で表記されたためトップで跳躍できた。彼は1回目の跳躍で15.40mのスウェーデン記録のジャンプを決めたが、彼より後の選手たちは、次第に悪化するトラックのコンディションの中、オーマンの記録を超えることができず、オーマンの1回目の跳躍で金メダルが確定した。
2022年7月5日、死去。97歳没。